# Zaróg
Zaróg – wieś w Polsce położona w województwie śląskim, w powiecie częstochowskim, w gminie Koniecpol.
W latach 1975–1998 miejscowość administracyjnie należała do województwa częstochowskiego.
Przez miejscowość przepływa niewielka rzeka Zwlecza, dopływ Pilicy.